# Johannes Messchaert

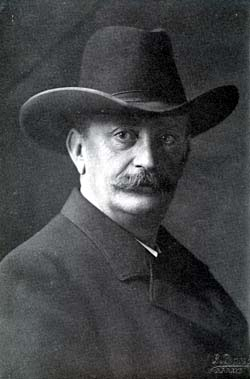
Johannes Messchaert 1910.

Johannes Martinus Messchaert, född 22 augusti 1857 i Hoorn, död 9 september 1922, var en nederländsk sångare (baryton) och sångpedagog. 
Messchaert utbildade sig vid konservatorierna i Köln, Frankfurt am Main och München. Han var elev till Ferdinand Hiller och Joachim Raff i komposition, till Hugo Heermann i violin och till Julius Stockhausen i sång. Efter en tids verksamhet som lärare och dirigent i Amsterdam gjorde han gästresor som konsert- och oratoriesångare, och framstod på detta område som en av sin tids främsta genom sin stora och välskolade baryton och sitt genommusikaliska föredrag. Han blev sånglärare vid musikhögskolan i Berlin 1911 och vid musikkonservatoriet i Zürich 1920.
Messchaert var bland annat lärare åt Franziska Martienssen-Lohmann.